# Exhyalanthrax
Exhyalanthrax är ett släkte av tvåvingar. Exhyalanthrax ingår i familjen svävflugor.

## Bildgalleri

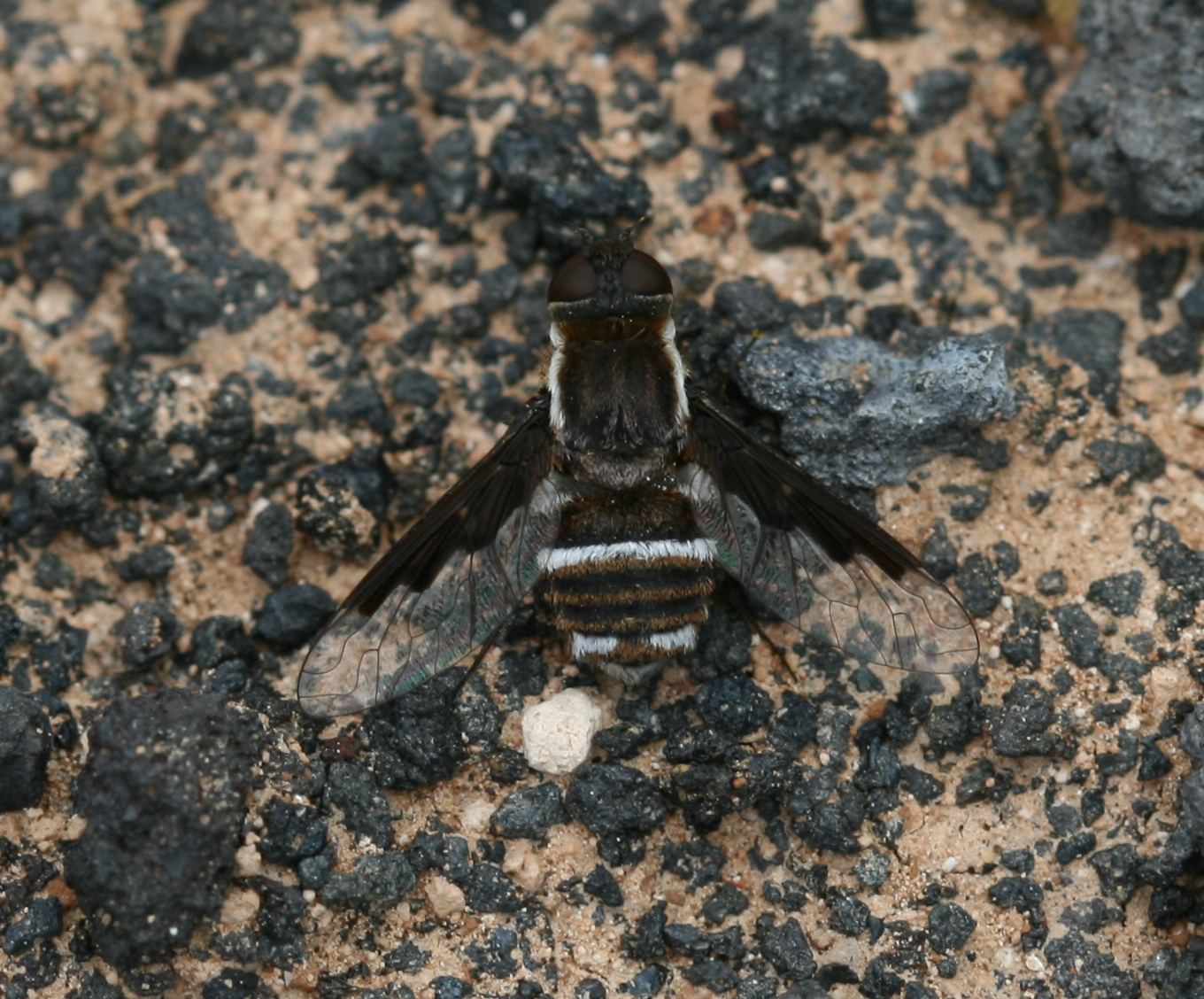
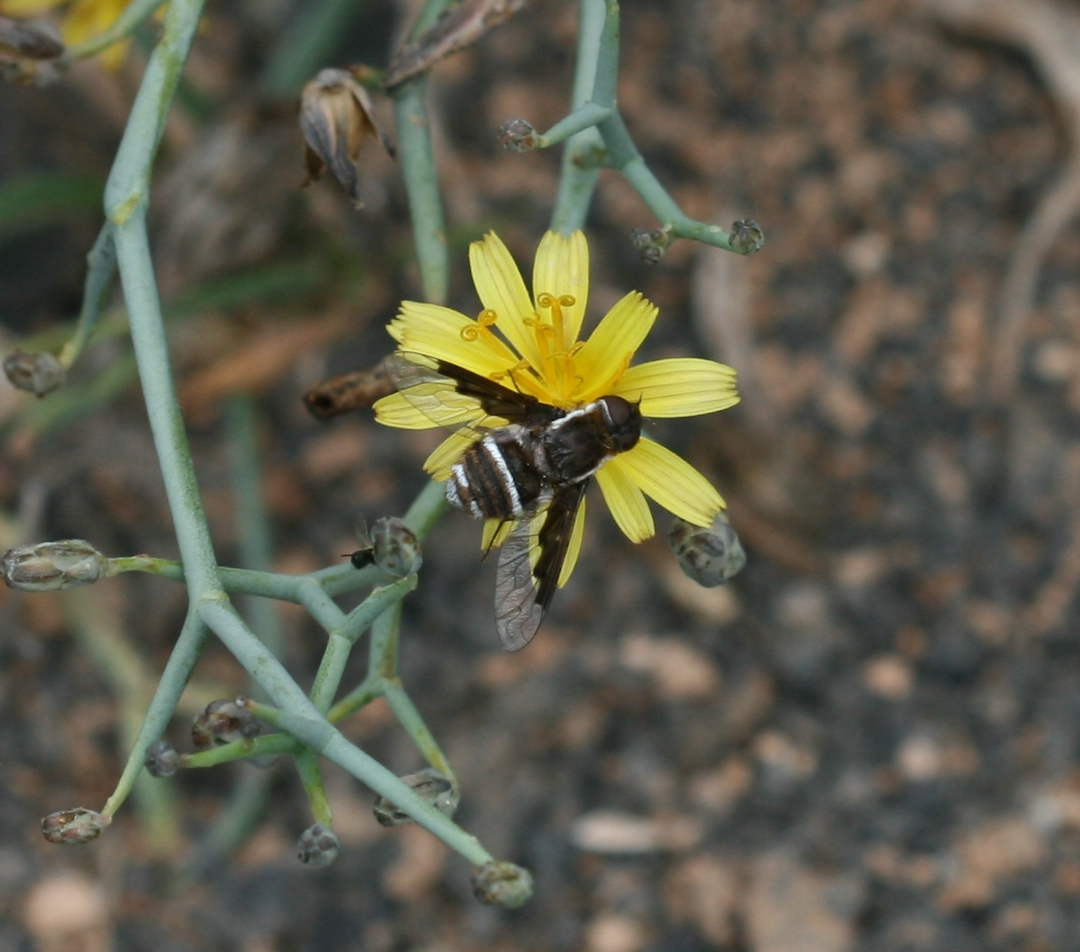
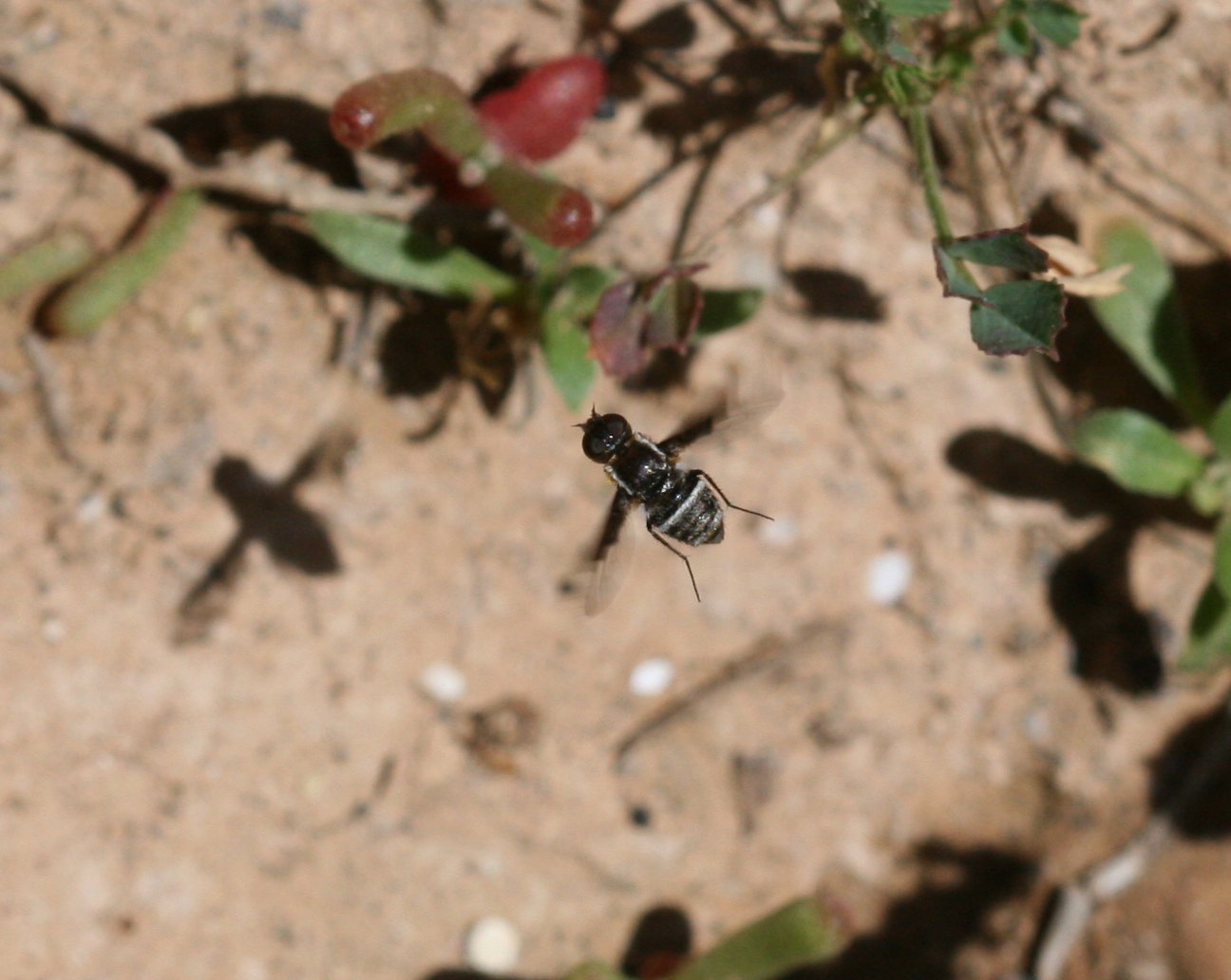
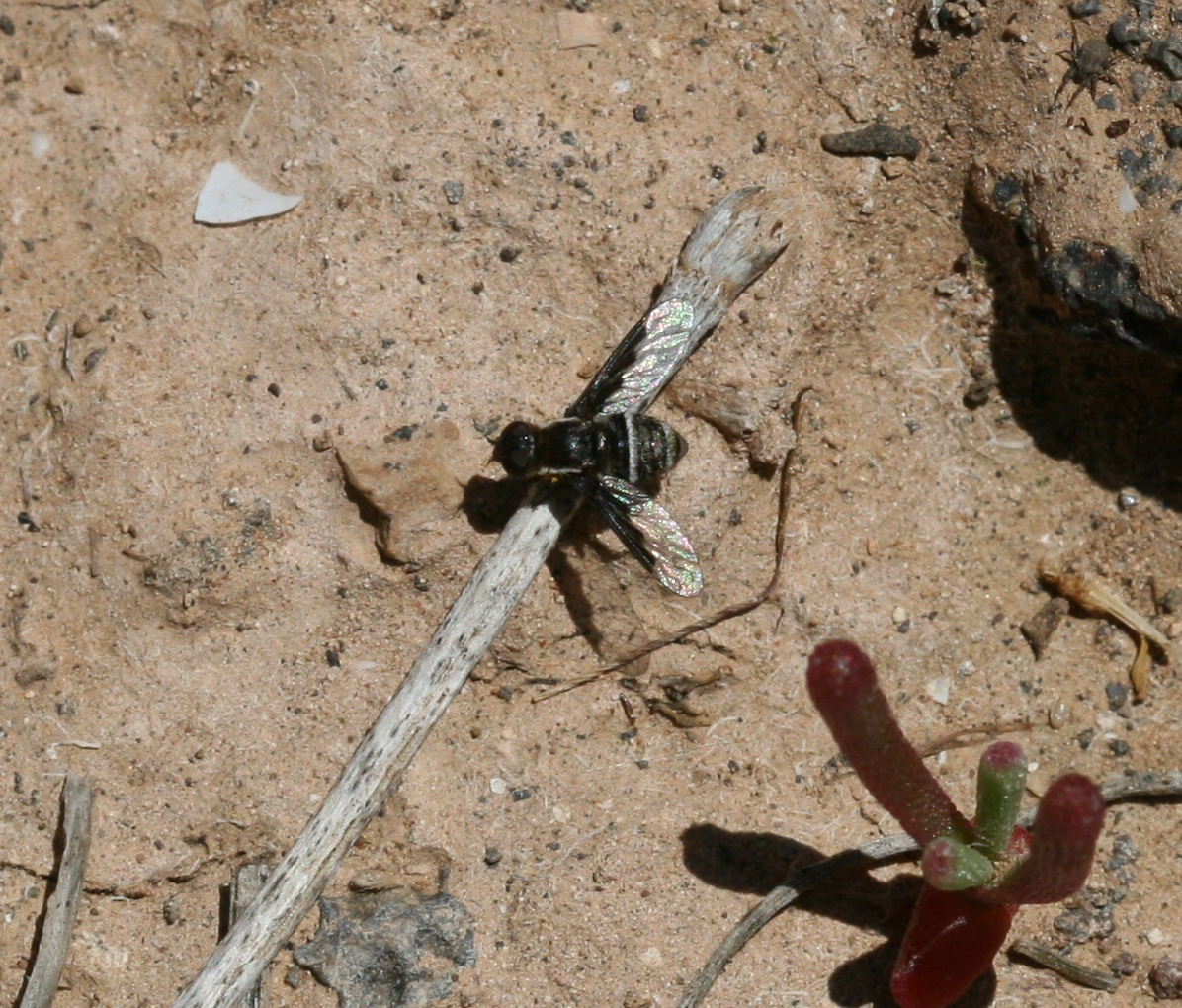

## Dottertaxa tillExhyalanthrax, i alfabetisk ordning[1][2]
- Exhyalanthrax aberrans
- Exhyalanthrax abruptoides
- Exhyalanthrax abruptus
- Exhyalanthrax afer
- Exhyalanthrax alatus
- Exhyalanthrax albicingulus
- Exhyalanthrax alliopterus
- Exhyalanthrax anisospilus
- Exhyalanthrax aravensis
- Exhyalanthrax arenicolus
- Exhyalanthrax argentifer
- Exhyalanthrax argentifrons
- Exhyalanthrax atriventris
- Exhyalanthrax auctellus
- Exhyalanthrax autumnalis
- Exhyalanthrax bechuanus
- Exhyalanthrax beckerianus
- Exhyalanthrax beneficus
- Exhyalanthrax blattae
- Exhyalanthrax bolbocerus
- Exhyalanthrax caffrariae
- Exhyalanthrax canarionae
- Exhyalanthrax cidarellus
- Exhyalanthrax collarti
- Exhyalanthrax compactus
- Exhyalanthrax contraria
- Exhyalanthrax costalis
- Exhyalanthrax entamari
- Exhyalanthrax finidrontis
- Exhyalanthrax flammiger
- Exhyalanthrax innocens
- Exhyalanthrax intermedius
- Exhyalanthrax irrorellus
- Exhyalanthrax lepidulus
- Exhyalanthrax leucotaeniatus
- Exhyalanthrax lloydi
- Exhyalanthrax lugens
- Exhyalanthrax luteolus
- Exhyalanthrax macrops
- Exhyalanthrax melanchlaenus
- Exhyalanthrax melanopleurus
- Exhyalanthrax monticolus
- Exhyalanthrax muscarius
- Exhyalanthrax negevensis
- Exhyalanthrax niveifrons
- Exhyalanthrax occidabruptus
- Exhyalanthrax occiduus
- Exhyalanthrax ogasawarensis
- Exhyalanthrax parvus
- Exhyalanthrax perpusillus
- Exhyalanthrax phileremus
- Exhyalanthrax pseudoflammiger
- Exhyalanthrax recursus
- Exhyalanthrax resulus
- Exhyalanthrax salutaris
- Exhyalanthrax semilautus
- Exhyalanthrax simmondsi
- Exhyalanthrax simonae
- Exhyalanthrax stigmulus
- Exhyalanthrax stylicornis
- Exhyalanthrax thyridus
- Exhyalanthrax timurensis
- Exhyalanthrax transiens
- Exhyalanthrax transitus
- Exhyalanthrax triangularis
- Exhyalanthrax unicolor
- Exhyalanthrax uroganus
- Exhyalanthrax vicinalis
- Exhyalanthrax viduatus
- Exhyalanthrax volkovitshi
- Exhyalanthrax zinnii